# Elke Stadeler

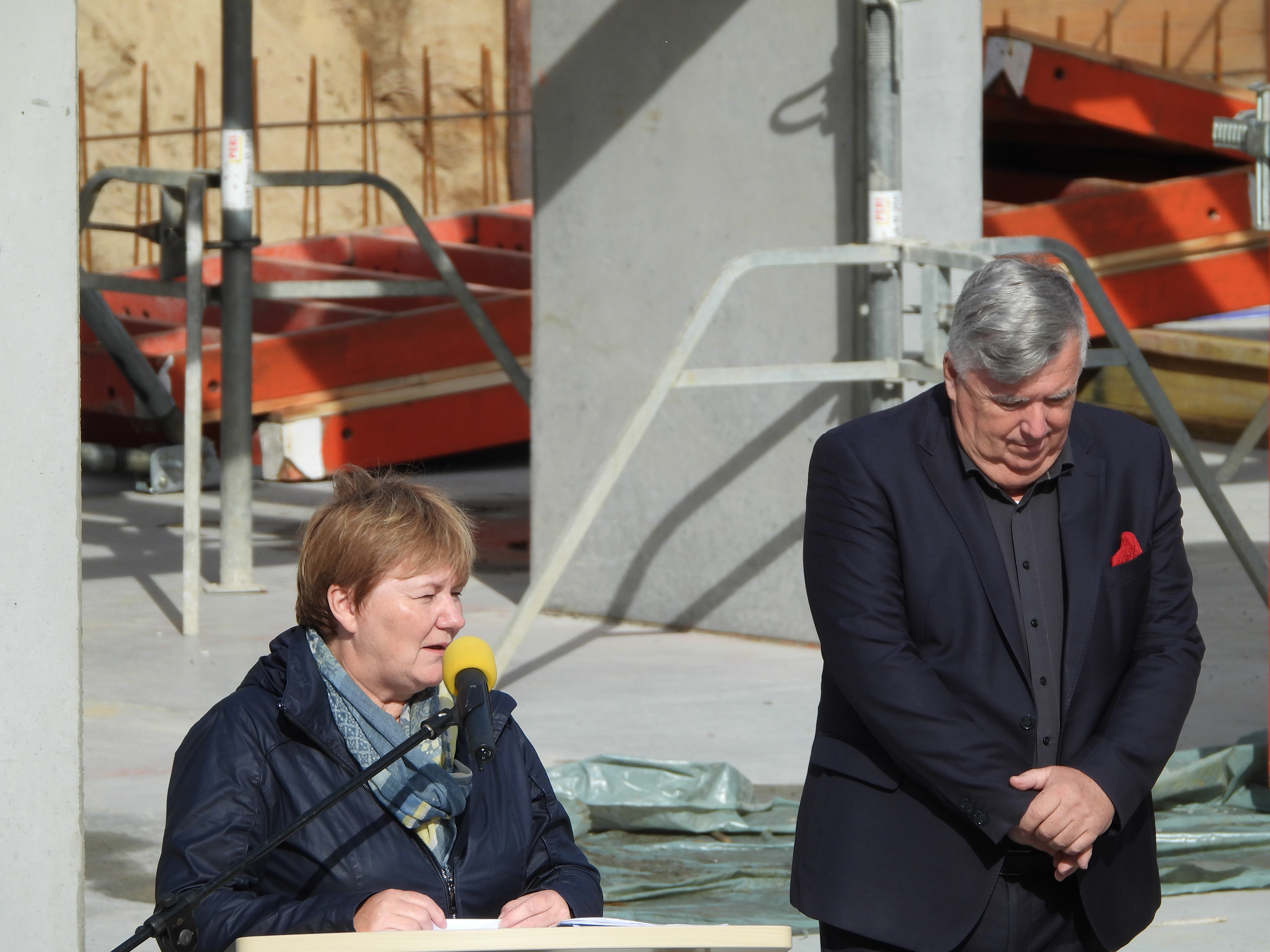
Elke Stadeler bei der Grundsteinlegung des Aufbau-Quartiers am Märchenwald 2021

Elke Stadeler (* 1961 in Templin) ist eine deutsche Kommunalpolitikerin (parteilos). Seit 6. Mai 2010 ist sie Bürgermeisterin von Strausberg in Brandenburg.

## Ausbildung und beruflicher Werdegang
Von 1977 bis 1979 absolvierte Stadeler eine Lehre zur Industriekauffrau im VEB Industrierohrleitungs-Montagen Berlin. Ab 1979 bis 1990 arbeitete sie als Zivilbeschäftigte der Nationalen Volksarmee (NVA) in der Abteilung Finanzökonomie im Kommando der Luftstreitkräfte/Luftverteidigung der DDR in Strausberg.
Von 1984 bis 1989 machte sie nebenberuflich ein Fernstudium zum Finanzökonom, das nach der Wende als Diplom-Betriebswirt (FH) anerkannt wurde.
Von 1990 bis 1991 war sie angestellt in der Kämmerei der Gemeindeverwaltung Fredersdorf bei Berlin.
Von 1991 bis 2004 war sie Kämmerin in der Stadtverwaltung Strausberg.
Nebenberuflich unternahm sie von 1992 bis 1993 einen Fortbildungslehrgang für die Laufbahn des gehobenen Dienstes.
Von 2004 bis 2010 war Stadeler Fachbereichsleiterin Finanzen und Wirtschaft bei der Stadtverwaltung Strausberg.

## Politische Karriere
Bei der Stichwahl zum Bürgermeister 2010 erreichte Elke Stadeler am 21. März 2010 51,55 Prozent der Stimmen. Sie setzte sich damit gegen den Amtsvorgänger Hans Peter Thierfeld (parteilos) durch. Seit 6. Mai 2010 ist Stadeler damit Bürgermeisterin der Stadt Strausberg.
Bei der Bürgermeisterwahl 2018 wurde Stadeler bei der Stichwahl am 11. März 2018 mit 53,8 Prozent der Stimmen erneut zur Bürgermeisterin gewählt. Die unterlegene Herausforderin war Birgit Bärmann, Fachbereichsleiterin Technische Dienste der Stadtverwaltung Strausberg.
Stadeler ist Mitglied und Aktivist in folgenden Organisationen:
- Mitglied im Wasserverband Strausberg-Erkner[5]
- Förderverein des Fanfarenzuges Strausberg[1]
- Förderverein der Freiwilligen Feuerwehr Strausberg[1]
- Förderverein der Dorfkirche Ruhlsdorf[1]
- Förderverein des Theodor-Fontane-Gymnasiums[1]
- Volkssolidarität[1]
- Komba Gewerkschaft Brandenburg[1]
- Vorstandsmitglied (Finanzwartin) im Tourismusverein Märkische S5-Region[6]

## Privates
Stadeler ist verheiratet und hat zwei Kinder.